# Biatec
Biatec è una personalità del mondo celtico di area centro-europea, di presumibile rango regale, che appare su delle monete celtiche coniate dai Boii nel I secolo a.C., nel territorio dell'attuale Bratislava. La parola Biatec (o Biatex) è anche usata come nome per indicare queste monete. In letteratura scientifica, a volte, sono anche chiamate "esadracmi del tipo Bratislava".
I Biatec sono esadracmi e tetradracmi in argento e oro di alta qualità e recano una legenda a lettere maiuscole dell'alfabeto latino.
Sono note in tutto 14 legende differenti, come, ad esempio: NONNOS, DEVIL, BUSU, BUSSUMARUS, TITTO, ma BIATEC è quella che si riscontra più di frequente.
Queste legende rappresentano la più antica testimonianza conosciuta sull'uso della scrittura in Slovacchia e nei territori vicini. Le monete hanno un diametro di circa 25 millimetri e un peso di 16,5-17 grammi. Il dritto, di solito, mostra varie rappresentazioni di teste o di un paio di teste. Il rovescio, in genere, presenta un cavaliere, ma ci possono anche essere vari animali, sia mitologici sia reali.

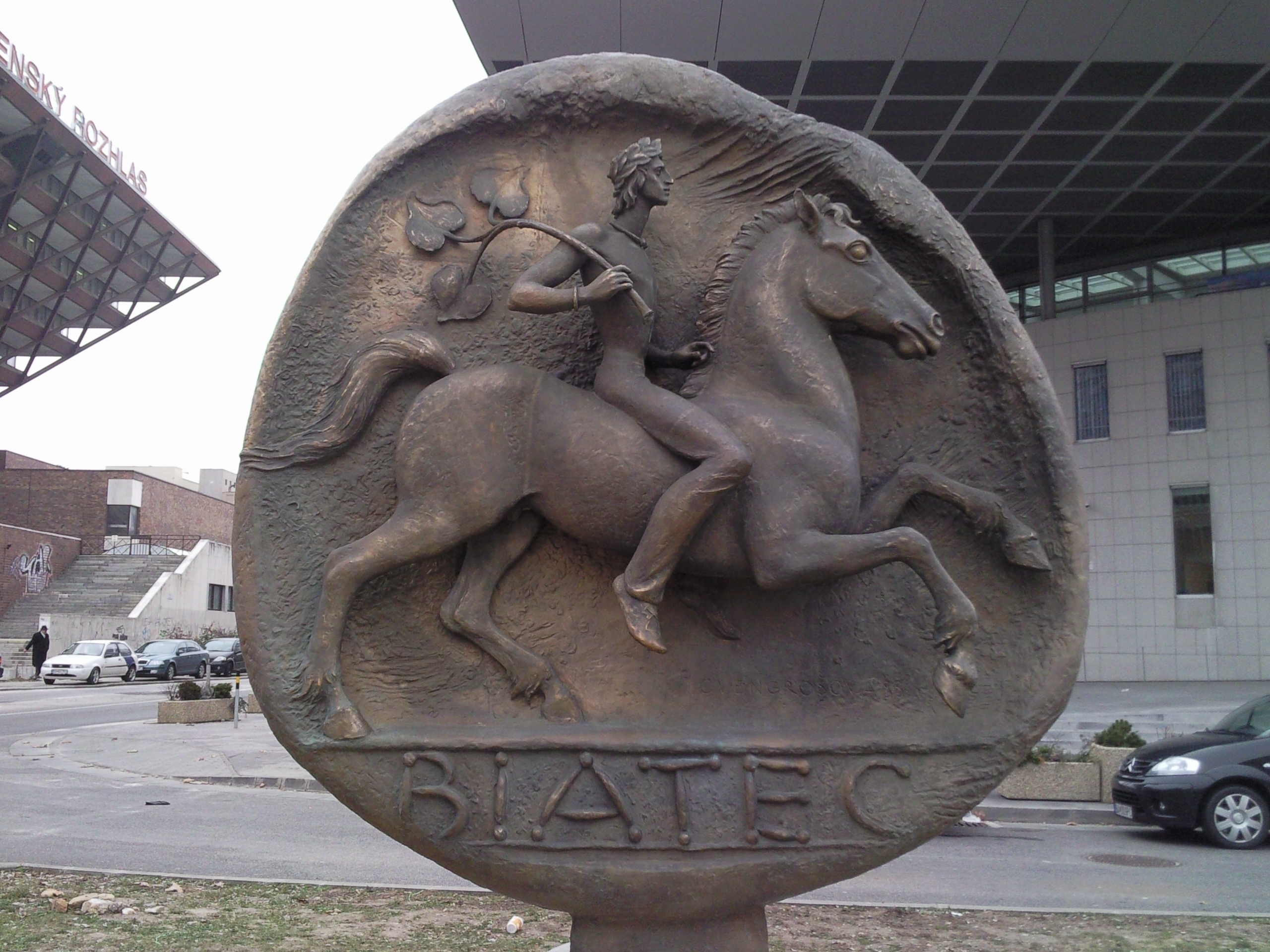
Una scultura con la raffigurazione di un Biatec a Bratislava presso la Banca Nazionale di Slovacchia